# Tipula (Lunatipula) fattigiana
Tipula (Lunatipula) fattigiana is een tweevleugelige uit de familie langpootmuggen (Tipulidae). De soort komt voor in het Nearctisch gebied.